# Fed Cup 1998
La Fed Cup 1998 è stata la 36ª edizione del più importante torneo tennistico per nazionali femminili. Hanno partecipato alla competizione 97 nazionali. La finale si è giocata dal 19 al 20 settembre al Palexpo Hall di Ginevra in Svizzera ed è stata vinta dalla Spagna che ha battuto la Svizzera.

## World Group I
| Squadre partecipanti | Squadre partecipanti | Squadre partecipanti | Squadre partecipanti |
| Belgio               | Rep. Ceca            | Francia              | Germania             |
| Paesi Bassi          | Spagna               | Svizzera             | Stati Uniti          |
| -------------------- | -------------------- | -------------------- | -------------------- |

### Tabellone
|  | Quarti di finale | Quarti di finale | Quarti di finale |             |          | Semifinali | Semifinali | Semifinali |  |  | Finale | Finale | Finale |  |
|  |                  |                  |                  |             |          |            |            |            |  |  |        |        |        |  |
|  | Francia          | Francia          | 3                |             |          |            |            |            |  |  |        |        |        |  |
|  | Francia          | Francia          | 3                |             |          |            |            |            |  |  |        |        |        |  |
|  | Belgio           | Belgio           | 2                |             |          |            |            |            |  |  |        |        |        |  |
|  | Belgio           | Belgio           | 2                |             | Francia  | Francia    | 0          |            |  |  |        |        |        |  |
|  |                  |                  |                  |             | Francia  | Francia    | 0          |            |  |  |        |        |        |  |
|  |                  |                  | Svizzera         | Svizzera    | 5        |            |            |            |  |  |        |        |        |  |
|  | Rep. Ceca        | Rep. Ceca        | Svizzera         | Svizzera    | 5        | 1          |            |            |  |  |        |        |        |  |
|  | Rep. Ceca        | Rep. Ceca        |                  |             |          |            |            |            |  |  |        |        |        |  |
|  | Svizzera         | Svizzera         | 4                |             |          |            |            |            |  |  |        |        |        |  |
|  | Svizzera         | Svizzera         | 4                |             | Svizzera | Svizzera   | 2          |            |  |  |        |        |        |  |
|  |                  |                  |                  |             |          |            |            |            |  |  |        |        |        |  |
|  |                  |                  | Spagna           | Spagna      | 3        |            |            |            |  |  |        |        |        |  |
|  | Spagna           | Spagna           | Spagna           | Spagna      | 3        | 3          |            |            |  |  |        |        |        |  |
|  | Spagna           | Spagna           |                  |             |          |            |            |            |  |  |        |        |        |  |
|  | Germania         | Germania         | 2                |             |          |            |            |            |  |  |        |        |        |  |
|  | Germania         | Germania         | 2                |             | Spagna   | Spagna     | 3          |            |  |  |        |        |        |  |
|  |                  |                  |                  |             | Spagna   | Spagna     | 3          |            |  |  |        |        |        |  |
|  |                  |                  | Stati Uniti      | Stati Uniti | 2        |            |            |            |  |  |        |        |        |  |
|  | Paesi Bassi      | Paesi Bassi      | Stati Uniti      | Stati Uniti | 2        | 0          |            |            |  |  |        |        |        |  |
|  | Paesi Bassi      | Paesi Bassi      |                  |             |          |            |            |            |  |  |        |        |        |  |
|  | Stati Uniti      | Stati Uniti      | 5                |             |          |            |            |            |  |  |        |        |        |  |

### Finale
| Svizzera 2 | Palexpo Hall, Ginevra, Svizzera 19 settembre - 20 settembre 1998 hard (indoor) | Palexpo Hall, Ginevra, Svizzera 19 settembre - 20 settembre 1998 hard (indoor) | Spagna 3 |     |     |  |
| \| \| \| \| 1 \| 2 \| 3 \| \| \| - \| \| --------------------------------------------------------------------------- \| ---- \| --- \| --- \| \| \| 1 \| \| Patty Schnyder Arantxa Sánchez Vicario \| 2 6 \| 6 3 \| 2 6 \| \| \| 2 \| \| Martina Hingis Conchita Martínez \| 6 4 \| 6 4 \| \| \| \| 3 \| \| Martina Hingis Arantxa Sánchez Vicario \| 7 65 \| 6 3 \| \| \| \| 4 \| \| Patty Schnyder Conchita Martínez \| 3 6 \| 6 2 \| 7 9 \| \| \| 5 \| \| Martina Hingis / Patty Schnyder Conchita Martínez / Arantxa Sánchez Vicario \| 0 6 \| 2 6 \| \| \| |                                                                                |                                                                                |          |     |     |  |
| |                                                                                |                                                                                | 1        | 2   | 3   |  |
| 1 | Svizzera (bandiera) · Spagna (bandiera)                                        | Patty Schnyder Arantxa Sánchez Vicario                                         | 2 6      | 6 3 | 2 6 |  |
| 2 | Svizzera (bandiera) · Spagna (bandiera)                                        | Martina Hingis Conchita Martínez                                               | 6 4      | 6 4 |     |  |
| 3 | Svizzera (bandiera) · Spagna (bandiera)                                        | Martina Hingis Arantxa Sánchez Vicario                                         | 7 65     | 6 3 |     |  |
| 4 | Svizzera (bandiera) · Spagna (bandiera)                                        | Patty Schnyder Conchita Martínez                                               | 3 6      | 6 2 | 7 9 |  |
| 5 | Svizzera (bandiera) · Spagna (bandiera)                                        | Martina Hingis / Patty Schnyder Conchita Martínez / Arantxa Sánchez Vicario    | 0 6      | 2 6 |     |  |

## World Group I Play-offs
Date: 25-26 luglio
| Località (superficie)          | Squadra Ospitante | Punteggio | Squadra Ospite |
| ------------------------------ | ----------------- | --------- | -------------- |
| Bratislava, Slovacchia (Terra) | Slovacchia        | 4-1       | Belgio         |
| Mosca, Russia (Cemento indoor) | Russia            | 4-1       | Germania       |
| Bol, Croazia (Terra)           | Croazia           | 3-2       | Paesi Bassi    |
| Praga, Repubblica Ceca (Terra) | Rep. Ceca         | 1-4       | Italia         |

- Croazia, Italia, Russia e Slovacchia promosse al World Group I della Fed Cup 1999.
- Belgio, Repubblica Ceca, Germania e Paesi Bassi retrocesse al World Group II della Fed Cup 1999.

## World Group II
Date: 18-19 aprile
| Località (superficie)              | Squadra Ospitante | Punteggio | Squadra Ospite |
| ---------------------------------- | ----------------- | --------- | -------------- |
| Foligno, Italia (Sintetico indoor) | Italia            | 3-2       | Austria        |
| Perth, Australia (erba)            | Australia         | 2-3       | Russia         |
| Ragusa, Croazia (Terra)            | Croazia           | 4-1       | Giappone       |
| Buenos Aires, Argentina (Terra)    | Argentina         | 1-4       | Slovacchia     |

- Squadre vincenti promosse al World Group I Play-offs
- Squadre perdenti giocano World Group II Play-offs.

## World Group II Play-offs
Date: 12-13 luglio
| Località (superficie)                  | Squadra Ospitante | Punteggio | Squadra Ospite |
| -------------------------------------- | ----------------- | --------- | -------------- |
| Canberra, Australia (Sintetico indoor) | Australia         | 5-0       | Argentina      |
| Salzburg-Umgebung, Austria (Terra)     | Austria           | 5-0       | Polonia        |
| Seul, Corea del Sud (Terra)            | Corea del Sud     | 1-4       | Giappone       |
| Minsk, Bielorussia (Cemento indoor)    | Bielorussia       | 4-1       | Venezuela      |

- Bielorussia promossa al World Group II della Fed Cup 1999.
- Australia, Austria e Giappone rimangono nel World Group II della Fed Cup 1999.
- Polonia (EPA), Corea del Sud (AO) e Venezuela (AMN) rimangono nel Gruppo I Zonale della Fed Cup 1999.
- Argentina (AMN) retrocessa al Gruppo I Zonale della Fed Cup 1999.

## Zona Americana

### Gruppo I
Squadre partecipanti
- Brasile
- Canada
- Cile
- Colombia
- Ecuador
- Paraguay
- Perù — retrocessa nel Gruppo II della Fed Cup 1999
- Uruguay — retrocessa nel Gruppo II della Fed Cup 1999
- Venezuela — promossa al World Group II Play-offs

### Gruppo II
Squadre partecipanti
- Antigua e Barbuda
- Bahamas
- Barbados
- Bermuda
- Bolivia
- Costa Rica
- Cuba
- Rep. Dominicana
- El Salvador
- Guatemala
- Haiti
- Giamaica
- Messico — promossa al Gruppo I della Fed Cup 1999
- Panama
- Porto Rico — promossa al Gruppo I della Fed Cup 1999
- Trinidad e Tobago

## Zona Asia/Oceania

### Gruppo I
Squadre partecipanti
- Cina
- Taipei cinese
- Hong Kong
- Indonesia
- Nuova Zelanda
- Filippine — retrocessa nel Gruppo II della Fed Cup 1999
- Corea del Sud — promossa al World Group II Play-offs
- Thailandia
- Uzbekistan

### Gruppo II
Squadre partecipanti
- India — promossa al Gruppo I della Fed Cup 1999
- Iraq
- Kazakistan
- Malaysia
- Oceania Pacifica — promossa al Gruppo I della Fed Cup 1999
- Pakistan
- Singapore
- Siria
- Tagikistan

## Zona Europea/Africana

### Gruppo I
Squadre partecipanti
- Bielorussia — promossa al World Group II Play-offs
- Bulgaria
- Regno Unito
- Grecia
- Ungheria — retrocessa nel Gruppo II della Fed Cup 1999
- Israele — retrocessa nel Gruppo II della Fed Cup 1999
- Lettonia
- Madagascar — retrocessa nel Gruppo II della Fed Cup 1999
- Polonia — promossa al World Group II Play-offs
- Portogallo
- Romania
- Slovenia
- Sudafrica
- Svezia
- Ucraina
- Jugoslavia

### Gruppo II
Squadre partecipanti
- Algeria
- Armenia
- Bosnia ed Erzegovina
- Botswana
- Cipro
- Danimarca — promossa al Gruppo I della Fed Cup 1999
- Egitto
- Estonia
- Etiopia
- Finlandia — promossa al Gruppo I della Fed Cup 1999
- Georgia — promossa al Gruppo I della Fed Cup 1999
- Irlanda
- Islanda
- Liechtenstein
- Lituania
- Lussemburgo — promossa al Gruppo I della Fed Cup 1999
- Macedonia
- Malta
- Moldavia
- Norvegia
- Tunisia
- Turchia